# Paulhac de Marjarida
Paulhac de Marjarida (en francès Paulhac-en-Margeride) és un municipi francès situat al departament del Losera i a la regió d'Occitània.